# 2004年夏季残疾人奥林匹克运动会几内亚代表团
2004年夏季残疾人奥林匹克运动会几内亚代表团是几内亚派出的2004年夏季残疾人奥林匹克运动会代表团。未获得奖牌。